# Melitaea lobatoi
Melitaea lobatoi är en fjärilsart som beskrevs av Sabariego. Melitaea lobatoi ingår i släktet Melitaea och familjen praktfjärilar. Inga underarter finns listade i Catalogue of Life.